# William Kurelek
William Kurelek (3 marzo 1927 – Toronto, 3 novembre 1977) è stato un artista, scrittore, pittore e illustratore canadese.

## Biografia
Nacque nei pressi di Whitford, Alberta nel 1927, il più grande di sette figli in una famiglia di immigrati ucraini: Will, John, Winn, Nancy, Sandy, Paul ed Iris. La sua famiglia perse la fattoria durante la grande depressione e si spostò a Stonewall (Manitoba). Sviluppò un primo interesse per l'arte che non fu incoraggiato dai suoi genitori, gran lavoratori. Successivamente studiò all'Ontario College of Art e nell'Instituto Allende, in Messico.
Nel 1952, sofferente di depressione e problemi emotivi, fu ospitato nel Maudley Psychiatric Hopital in Inghilterra. Qui fu diagnosticata la schizofrenia.
In ospedale praticò la sua arte, dipinti per la gran parte. La sua esperienza nell'ospedale fu documentata nel libro Time-Life The Mind, pubblicato nel 1965.
Originariamente un ucraino ortodosso, Kurelek si convertì alla Chiesa Cattolica nel 1957 e successivamente dipinse una serie di 160 lavori sulla Passione di Cristo. Mantenne un cottage vicino a Wilno, Ontario (da cui ebbe l'ispirazione per un libro di dipinti intitolato I Canadesi Polacchi), ed era un amico stretto della vicina Madonna House Apostolate.
Ritornò a Toronto e produsse una serie di libri classici per bambini che includevano i suoi lavori. Vinse così un Amelia Frances Howard-Gibbon Illustrator's Award per A Prairie Boy's Winter nel 1974 e per A Prairie Boy's Summer nel 1976. Morì a Toronto nel 1977 per un cancro.
Nel 1967 è stato girato il documentario Kurelek di William Pettigrew